# جغدهای گوش‌دار
جغدهای گوش‌دار یا جغد گوش‌به‌سر یا بوم (نام علمی: Asio) نام یک سرده از تیره جغدان راستین است.

## گونه‌ها
- جغد دلگیر,  Asio stygius
- جغد گوش‌دراز,  Asio otus
- جغد حبشی,  Asio abyssinicus
- Madagascar owl,  Asio madagascariensis
- جغد تالابی,  Asio flammeus
- جغد دماغه,  Asio capensis
- جغد خط‌خطی, Asio clamator